# Acacia erythrocalyx
Acacia erythrocalyx é uma espécie de leguminosa do gênero Acacia, pertencente à família Fabaceae.